# بارتون فینک
بارتون فینک (به انگلیسی: Barton Fink) فیلمی در سبک کمدی سیاه و دلهره‌آور روان‌شناختی محصول سال ۱۹۹۱ به کارگردانی نویسندگی تهیه‌کنندگی و تدوین برادران کوئن و بازی جان تورتورو است.